# جينو كارولي
جينو كارولي (بالمجرية: Károly Jenő)‏ لاعب كرة قدم ومدرب هنغاري سابق ولد في بودابيست في 15 يناير 1866 وتوفي في تورينو بإيطاليا في 28 يوليو 1926 وهو أول مدرب في تاريخ نادي يوفنتوس الإيطالي لكرة القدم الذي دربه ما بين 1923 و1926 م.